# Tlillan-Tlapallan
Tlillan-Tlapallan (Plaats van de zwarte en rode kleur) is een legendarische plaats of regio op de golfkust van Mexico waar koning Quetzalcoatl van Tollan naartoe vloog op een zwevend matje om zichzelf te verbranden en te veranderen in de Morgenster.
Het verhaal kan gevonden worden in het belangrijke 16e-eeuwse manuscript (the Codex Chimalpopoca) bevattende de kronieken van Quauhtitlan. Geschreven in Nahua, de tekst wezenlijk vertaald een pre-Spaans boek. Het verhaal komt ook voor in Bernardino de Sahagúns algemene geschiedenis van de dingen van het Nieuwe Spanje. De naam Tlillan-Tlapallan is geïnterpreteerd als verwezen in geschriften en boeken.